# Супруненко, Пётр Михайлович
Супруненко Петр Михайлович (род. 18 июня 1893, Кременчуг — 29 сентября 1938) — советский учёный в области механики, академик ВУАН по специальности: транспортная механика, дата избрания: 27.05.1934.

## Биография
В 1919 году окончил Киевский политехнический институт.
В 1919—1927 гг. работал в Службе тяги Юго-Западной железной дороги и, одновременно, (с 1920) преподавал в Киевском политехническом институте, с 1929 года — профессор.
С 1929 г. — директор Кабинета транспортной механики ВУАН и заведующий кафедры Киевского института железнодорожного транспорта (теперь филиал Украинской государственной академии железнодорожного транспорта);
В 1933—1937 гг. — директор Института транспортной механики ВУАН;
Арестован, осужден 12 сентября 1938 года к смертной казни и расстрелян 29 сентября того же года.

## Научные интересы
Труды касаются механики подвижного состава железных дорог (локомотива, вагона, поезда).
Более 60 научных трудов (преимущественно на украинском языке) и ряд изобретений.
Разработал динамику подвижного состава, изучал взаимодействие между ним и полотном.
Создал методы графического интегрирования дифференциальных уравнений движения поездов.